# Агуті Азара
Агуті Азара (Dasyprocta azarae) — вид гризунів родини агутієвих, що мешкає у східно-центральній та південній Бразилії, на сході Парагваю та в провінції Місьйонес, Аргентина. Вид названий на честь Фелікса де Азара. Диплоїдне число хромосом, 2n=64.